# KM Весов
KM Весов (лат. KM Librae) — одиночная переменная звезда в созвездии Весов на расстоянии (вычисленном из значения параллакса) приблизительно 10525 световых лет (около 3227 парсеков) от Солнца. Видимая звёздная величина звезды — от +13,8m до +12,8m.

## Характеристики
KM Весов — красная пульсирующая полуправильная переменная звезда (SR:) спектрального класса M6/7.